# Cubanas Shoes

## O Início
A marca Cubanas é uma marca portuguesa fundada em 2005, que pertence ao grupo But Fashion Solutions.
É uma marca trabalhada por designers portugueses, focada na produção de calçado e ainda mantém uma vasta gama de acessórios de moda.

## Actualmente
Hoje em dia, a marca Cubanas detém uma loja em Lisboa e outra franchisada em Beirute, no Líbano.
Em 2012, a marca de calçado portuguesa Cubanas lançou uma edição especial para homenagear o Fado, considerado recentemente Património da Humanidade. A apresentação oficial aconteceu no dia 14 de Março de 2012, no decorrer da Feira GDS (Düsseldorf), uma das mais promissoras Feiras de Calçado a nível mundial.
No ano de 2013, a Cubanas, lança uma edição especial em homenagem à Universidade de Coimbra que foi considerada Património Mundial da Humanidade pela Unesco. Este projeto foi criado com o da RUAS (Recriar Universidade, Alta e Sofia) e é composta pelo modelo LUCKY350 SE.
Para a feira do calçado, em Düsseldorf, a Cubanas lançou um novo modelo de sapato “Desire”, que possui uma tecnologia que consegue "estimular" as zonas erógenas femininas.
Na Feira de Calçado, no concelho da Golegã, esta marca portuguesa lançou o modelo HORSIE100 com recurso a nobres materiais como a pele de vaca, colocada na fivela e na parte superior da bota.
A Cubanas facturou cerca de 12 milhões de euros no ano passado, 60% dos quais foram gerados no mercado externo. Os sapatos da empresa portuguesa estão à venda em mais de 500 lojas multimarca em dúzia e meia de países.

## Prémios
GAPI - Prémios Inovação na Fileira do Calçado - GDS, Düsseldorf - 2011
GAPI - Prémios Inovação na Fileira do Calçado - GDS, Düsseldorf - 2012